# Eugène de Kerckhove
Pour les articles homonymes, voir Van de Kerkhof.
 (mars 2018).
Eugène de Kerckhove, né à Anvers le 5 décembre 1817 et mort à Malines le 19 septembre 1889, est un diplomate et homme politique belge.

## Biographie
Eugène de Kerckhove est le fils aîné de Joseph de Kerckhove - également connu comme Joseph Kerckhoffs (nl) - (1789-1867), médecin militaire qui, en 1842, a gagné l'admission à la noblesse, et Grégorine Chapuis (1794-1884). Il s'est marié en 1853 avec Émilie de Peñaranda de Franchimont (1832-1912). Ils ont eu treize enfants, entre 1854 et 1874.
Il a obtenu un doctorat en droit de l'Université de Gand (1841) et a été un diplomate depuis 1841 comme envoyé belge de secrétaire d'ambassade à Stockholm, Paris et Constantinople. Il quitte la diplomatie belge en 1849 et rejoint l'Empire ottoman en tant que ministre plénipotentiaire à Bruxelles et à Madrid.
En 1860, il s'installe à Malines. Il est devenu l'un des organisateurs des congrès catholiques de Malines et a contribué à la mise en place des conférences humanitaires de Saint-Vincent-de-Paul.
En 1867, il a été élu membre catholique de la Chambre des représentants de Belgique pour le district de Malines et a exercé ce mandat jusqu'en 1884. Il a joué un rôle important dans les débats parlementaires.
Il devient en 1885 bourgmestre de Malines et occupa ce poste jusqu'à peu de temps avant sa mort.

## Publications
- « Lettres sur le voyage en Suède », dans Courrier d'Anvers, 1843.
- Considérations sur l'état actuel de l'archéologie et de son enseignement, in: Annales de l'Académie royale d'archéologie de Belgique
- Situation et avenir, Anvers, 1846
- Notice et rapport sur la Société de Saint-Vincent-de-Paul, 1855
- Considérations sur les tendances de l'époque, Anvers.